# Спутниковая служба связи
Спутниковая служба связи — служба радиосвязи, обеспечивающая предоставление услуг связи и вещания различного назначения с помощью спутниковой связи. Данный термин определяется стандартом отрасли, используется для классификации спутниковых систем связи и распределения радиочастотного спектра, в том числе, в регламенте радиосвязи.
Включает следующие службы:
- фиксированная спутниковая служба (ФСС, англ. fixed satellite service; FSS) — спутниковая служба, которая использует земные станции с заданным местоположением и один или несколько спутников;
- радиовещательная спутниковая служба (РСС, broadcasting satellite service; BSS) — служба, в которой сигналы, передаваемые или ретранслируемые космическими станциями, предназначены для непосредственного приема населением;
- подвижная спутниковая служба (ПСС, mobile satellite service; MSS) — служба, обеспечивающая радиосвязь между подвижными земными станциями и одной или несколькими космическими станциями; или между космическими станциями, используемыми этой службой; или между подвижными земными станциями посредством одной или нескольких космических станций.

Как правило, решение о распределении полос частот и о присвоении (назначении) конкретных радиочастот или радиочастотного канала осуществляется национальными регуляторами, например, в России полосы распределяются согласно «Таблицы распределения полос частот», а присваивает частоты Главный радиочастотный центр.